# Повечёрная
Повечёрная — упразднённая деревня в Никольском районе Вологодской области. На момент упразднения входила в состав Краснополянского сельского поселения, с точки зрения административно-территориального деления — в Пермасский сельсовет. По данным переписи в 2002 году постоянного населения не было.
Расстояние по автодороге до районного центра Никольска — 61 км, до центра муниципального образования Пермаса — 33 км. Ближайшие населённые пункты — Зырянский, Куданга, Калауз.
Деревня упразднена в июле 2020 года.